# Сату-Ноу (Раку, Харгіта)
Сату-Ноу (рум. Satu Nou) — село у повіті Харгіта в Румунії. Входить до складу комуни Раку.
Село розташоване на відстані 225 км на північ від Бухареста, 10 км на північ від М'єркуря-Чука, 89 км на північ від Брашова.

## Населення
За даними перепису населення 2002 року у селі проживала 451 особа, з них 450 осіб (99,8%) угорців. Рідною мовою 450 осіб (99,8%) назвали угорську.